# Sport-Club Paderborn 07 2008-2009
Questa voce raccoglie le informazioni riguardanti lo Sport-Club Paderborn 07 nelle competizioni ufficiali della stagione 2008-2009.

## Stagione
Nella stagione 2008-2009 il Paderborn, allenato da Pavel Dočev e André Schubert, concluse il campionato di 3. Liga al 3º posto e vinse lo spareggio promozione con l'Osnabrück. In Coppa di Germania il Paderborn fu eliminato al primo turno dall'Augusta.

## Rosa
| N. |                         | Ruolo | Calciatore         |
| -- | ----------------------- | ----- | ------------------ |
| 1  | Danimarca (bandiera)    | P     | Kasper Jensen      |
| 2  | Germania (bandiera)     | D     | Tom Bertram        |
| 3  | Germania (bandiera)     | D     | Matthias Holst     |
| 4  | Germania (bandiera)     | D     | Toni Wachsmuth     |
| 5  | Kosovo (bandiera)       | C     | Enis Alushi        |
| 6  | Germania (bandiera)     | D     | Florian Mohr       |
| 7  | Germania (bandiera)     | D     | Jens Wemmer        |
| 8  | Germania (bandiera)     | D     | Karsten Fischer    |
| 9  | Germania (bandiera)     | A     | Frank Löning       |
| 10 | Turchia (bandiera)      | A     | Sercan Güvenışık   |
| 11 | RD del Congo (bandiera) | A     | Dominick Kumbela   |
| 12 | Germania (bandiera)     | A     | Sören Brandy       |
| 13 | Germania (bandiera)     | C     | Sebastian Schuppan |
| 14 | Germania (bandiera)     | D     | Thorsten Becker    |

| N. |                           | Ruolo | Calciatore              |
| -- | ------------------------- | ----- | ----------------------- |
| 15 | Rep. del Congo (bandiera) | C     | Rolf-Christel Guié-Mien |
| 16 | Germania (bandiera)       | D     | David Krecidlo          |
| 17 | Germania (bandiera)       | D     | Patrick Reinsch         |
| 18 | Germania (bandiera)       | C     | Markus Krösche          |
| 19 | Germania (bandiera)       | P     | Nico Burchert           |
| 20 | Germania (bandiera)       | P     | Sebastian Lange         |
| 21 | Germania (bandiera)       | C     | Daniel Brückner         |
| 22 | Serbia (bandiera)         | A     | Jovan Damjanović        |
| 23 | Germania (bandiera)       | D     | Sören Halfar            |
| 24 | Germania (bandiera)       | D     | Christian Strohdiek     |
| 25 | Germania (bandiera)       | C     | Björn Lindemann         |
| 26 | Germania (bandiera)       | D     | Sören Gonther           |
| 31 | Germania (bandiera)       | A     | Sven Krause             |
| 34 | Germania (bandiera)       | C     | Ardian Jevric           |

## Organigramma societario
Area tecnica
- Allenatore: André Schubert
- Allenatore in seconda: Asif Šarić
- Preparatore dei portieri: Zsolt Petry
- Preparatori atletici:

## Calciomercato

### Sessione estiva
| Acquisti | Acquisti                | Acquisti               | Acquisti |
| R.       | Nome                    | da                     | Modalità |
| -------- | ----------------------- | ---------------------- | -------- |
| C        | Enis Alushi             | Wehen Wiesbaden        |          |
| A        | Sören Brandy            | Rot-Weiss Essen        |          |
| P        | Nico Burchert           | Hertha Berlino II      |          |
| C        | Rolf-Christel Guié-Mien | Rot-Weiss Essen        |          |
| A        | Sercan Güvenışık        | Rot-Weiss Essen        |          |
| D        | Matthias Holst          | Rot-Weiß Erfurt        |          |
| P        | Kasper Jensen           | Carl Zeiss Jena        |          |
| D        | David Krecidlo          | Fortuna Düsseldorf     |          |
| A        | Dominick Kumbela        | Eintracht Braunschweig |          |
| C        | Björn Lindemann         | Magdeburgo             |          |
| A        | Frank Löning            | Werder Brema II        |          |
| D        | Florian Mohr            | Werder Brema II        |          |
| D        | Patrick Reinsch         | Schalke 04 U19         |          |
| C        | Sebastian Schuppan      | Energie Cottbus        |          |
| D        | Toni Wachsmuth          | Energie Cottbus        |          |
| D        | Jens Wemmer             | Wolfsburg II           |          |

| Cessioni | Cessioni              | Cessioni          | Cessioni |
| R.       | Nome                  | a                 | Modalità |
| -------- | --------------------- | ----------------- | -------- |
| C        | Garry De Graef        | Lierse            |          |
| D        | Dusko Djurisic        | Apollōn Limassol  |          |
| D        | Nils Döring           | LR Ahlen          |          |
| D        | David Fall            | Sciaffusa         |          |
| D        | Marc Gouiffe á Goufan | St. Pauli         |          |
| C        | David Hoilett         | St. Pauli         |          |
| D        | Thomas Kläsener       | Augusta           |          |
| A        | Erwin Koen            | Wehen Wiesbaden   |          |
| P        | Lukas Kruse           | Borussia Dortmund |          |
| A        | René Müller           | LR Ahlen          |          |
| P        | Carsten Nulle         | Carl Zeiss Jena   |          |
| D        | David Pisot           | Stoccarda II      |          |
| C        | Timo Röttger          | Dinamo Dresda     |          |
| C        | Benjamin Schüßler     | RW Oberhausen     |          |
| C        | Andrew Sinkala        | Augusta           |          |

### Sessione invernale
| Acquisti | Acquisti        | Acquisti       | Acquisti |
| R.       | Nome            | da             | Modalità |
| -------- | --------------- | -------------- | -------- |
| D        | Tom Bertram     | Greuther Fürth |          |
| C        | Daniel Brückner | Greuther Fürth |          |

| Cessioni | Cessioni       | Cessioni        | Cessioni |
| R.       | Nome           | a               | Modalità |
| -------- | -------------- | --------------- | -------- |
| A        | Jérôme Assauer | Preußen Münster |          |

## Risultati

### 3. Liga

#### Girone di andata
| Arbitro: | Rafati |

|         |           |                                            |
| Cebe 4’ | Marcatori | 6’, 22’ Kumbela 48’ Fischer 64’ Damjanović |

| Arbitro: | Schmidt |

|               |           |          |
| Guié-Mien 83’ | Marcatori | 90’ Týce |

| Arbitro: | Valentin |

|                                       |           |  |
| Grgić 21’ Mintzel 23’, 50’ Öztürk 89’ | Marcatori |  |

| Arbitro: | Gorniak |

|                                          |           |                    |
| Damjanović 10’ (rig.), 77’ Güvenışık 88’ | Marcatori | 70’ (rig.) Zellner |

| Arbitro: | Grudzinski |

|  |           |                                  |
|  | Marcatori | 10’ Wemmer 84’ (rig.) Damjanović |

| Arbitro: | Fischer |

|                          |           |  |
| Lindemann 73’ Löning 83’ | Marcatori |  |

| Arbitro: | Wagner |

|            |           |                             |
| Spahic 80’ | Marcatori | 31’ Güvenışık 77’ Lindemann |

| Arbitro: | Kampka |

|                 |           |              |
| Löning 17’, 44’ | Marcatori | 73’ Sikorski |

| Arbitro: | Stieler |

|              |           |                        |
| Schieber 60’ | Marcatori | 10’ Löning 70’ Kumbela |

| Paderborn 18 ottobre 2008, ore 14:00 CEST 10ª giornata | Paderborn | 0 – 0 referto | Kickers Offenbach | paragon arena (7 621 spett.)\| Arbitro: \| Aytekin \| |
| Arbitro:                                               | Aytekin   |               |                   |                                                       |

| Arbitro: | Benedum |

|                                    |           |                       |
| Benyamina 74’, 86’ Patschinski 82’ | Marcatori | 9’ Löning 66’ Fischer |

| Arbitro: | Pflaum |

|  |           |               |
|  | Marcatori | 72’ Reichwein |

| Arbitro: | Sippel |

|  |           |                              |
|  | Marcatori | 3’, 76’ Güvenışık 34’ Löning |

| Arbitro: | Hammer |

|                               |           |                  |
| Kumbela 63’ (rig.) Löning 70’ | Marcatori | 32’ (rig.) Doğan |

| Arbitro: | Schumacher |

|                |           |                                         |
| Hähnge 2’, 73’ | Marcatori | 3’, 9’ Güvenışık 32’ Löning 80’ Kumbela |

| Arbitro: | Ittrich |

|                                                       |           |  |
| Holst 13’ Löning 17’ Lindemann 42’ Kumbela 87’ (rig.) | Marcatori |  |

| Arbitro: | Schößling |

|                        |           |                                           |
| Oehrl 63’ Granskov 88’ | Marcatori | 30’ Löning 40’ (rig.) Güvenışık 66’ Holst |

| Arbitro: | Kunzmann |

|                        |           |  |
| Cappek 30’ Oslislo 90’ | Marcatori |  |

| Arbitro: | Siebert |

|                                 |           |  |
| Löning 86’ Güvenışık 90’ (rig.) | Marcatori |  |

#### Girone di ritorno
| Paderborn 20 dicembre 2008, ore 14:00 CET 20ª giornata | Paderborn | 0 – 0 referto | Fortuna Düsseldorf | paragon arena (13 136 spett.)\| Arbitro: \| Valentin \| |
| Arbitro:                                               | Valentin  |               |                    |                                                         |

| Arbitro: | Schriever |

|                          |           |                |
| Hain 15’ Fink 44’ (rig.) | Marcatori | 58’ Damjanović |

| Arbitro: | Seemann |

|               |           |                      |
| Güvenışık 61’ | Marcatori | 57’ Kirsch 81’ Grech |

| Arbitro: | Kuhl |

|  |           |                                          |
|  | Marcatori | 1’, 11’ (rig.), 30’ Güvenışık 49’ Löning |

| Paderborn 28 febbraio 2009, ore 14:00 CET 24ª giornata | Paderborn  | 0 – 0 referto | Erzgebirge Aue | paragon arena (4 840 spett.)\| Arbitro: \| Schumacher \| |
| Arbitro:                                               | Schumacher |               |                |                                                          |

| Arbitro: | Achmüller |

|               |           |                                                         |
| Pagenburg 45’ | Marcatori | 27’ Güvenışık 72’ Mohr 83’ (rig.) Kumbela 90’ Guié-Mien |

| Arbitro: | Kircher |

|                        |           |  |
| Mohr 76’ Lindemann 86’ | Marcatori |  |

| Arbitro: | Fritz |

|                       |           |             |
| Müller 10’ Yılmaz 43’ | Marcatori | 30’ Gonther |

| Arbitro: | Gorniak |

|            |           |            |
| Krause 89’ | Marcatori | 74’ Didavi |

| Offenbach am Main 1º aprile 2009, ore 18:30 CEST 29ª giornata | Kickers Offenbach | 0 – 0 referto | Paderborn | Stadion am Bieberer Berg (8 274 spett.)\| Arbitro: \| Perl \| |
| Arbitro:                                                      | Perl              |               |           |                                                               |

| Paderborn 5 aprile 2009, ore 14:00 CEST 30ª giornata | Paderborn | 0 – 0 referto | Union Berlino | paragon arena (12 597 spett.)\| Arbitro: \| Kempter \| |
| Arbitro:                                             | Kempter   |               |               |                                                        |

| Arbitro: | Seiwert |

|  |           |               |
|  | Marcatori | 41’ Güvenışık |

| Arbitro: | Wenkel |

|            |           |                           |
| Löning 52’ | Marcatori | 6’ Bröker 69’ Truckenbrod |

| Arbitro: | Ittrich |

|                          |           |  |
| Kruppke 41’ Pfitzner 89’ | Marcatori |  |

| Arbitro: | Schempershauwe |

|                      |           |  |
| Mohr 40’ Kumbela 90’ | Marcatori |  |

| Arbitro: | Pflaum |

|                                   |           |                                  |
| Lechleiter 36’ Bader 47’ Bohl 76’ | Marcatori | 44’ Krause 50’ Löning 86’ Brandy |

| Arbitro: | Steinberg |

|  |           |                    |
|  | Marcatori | 2’ Kruse 20’ Oehrl |

| Arbitro: | Frank |

|                                                                |           |  |
| Damjanović 8’, 23’ Krause 12’ Wachsmuth 30’ Güvenışık 75’, 80’ | Marcatori |  |

| Arbitro: | Wingenbach |

|  |           |                                   |
|  | Marcatori | 44’ Krause 50’ Mohr 66’ Güvenışık |

#### Spareggio promozione-retrocessione
| Arbitro: | Stark |

|            |           |  |
| Löning 78’ | Marcatori |  |

| Arbitro: | Brych |

|  |           |            |
|  | Marcatori | 63’ Löning |

### Coppa di Germania
| Arbitro: | Weiner |

|                                     |                      |                                |
| Güvenışık 102’                      | Marcatori            | 116’ Szabics                   |
| Holst Damjanović Krecidlo Güvenışık | Tiri di rigore 1 – 3 | Szabics Werner Makarenko Thurk |

## Statistiche

### Statistiche di squadra
| Competizione                       | Punti | In casa | In casa | In casa | In casa | In casa | In casa | In trasferta | In trasferta | In trasferta | In trasferta | In trasferta | In trasferta | Totale | Totale | Totale | Totale | Totale | Totale | DR  |
| Competizione                       | Punti | G       | V       | N       | P       | Gf      | Gs      | G            | V            | N            | P            | Gf           | Gs           | G      | V      | N      | P      | Gf     | Gs     | DR  |
| ---------------------------------- | ----- | ------- | ------- | ------- | ------- | ------- | ------- | ------------ | ------------ | ------------ | ------------ | ------------ | ------------ | ------ | ------ | ------ | ------ | ------ | ------ | --- |
| 3. Liga                            | 68    | 19      | 9       | 6       | 4       | 29      | 12      | 19           | 11           | 2            | 6            | 39           | 26           | 38     | 20     | 8      | 10     | 68     | 38     | +30 |
| Spareggio promozione-retrocessione | -     | 1       | 1       | 0       | 0       | 1       | 0       | 1            | 1            | 0            | 0            | 1            | 0            | 2      | 2      | 0      | 0      | 2      | 0      | +2  |
| Coppa di Germania                  | -     | 1       | 0       | 1       | 0       | 1       | 1       | 0            | 0            | 0            | 0            | 0            | 0            | 1      | 0      | 1      | 0      | 1      | 1      | 0   |
| Totale                             | 68    | 21      | 10      | 7       | 4       | 31      | 13      | 20           | 12           | 2            | 6            | 40           | 26           | 41     | 22     | 9      | 10     | 71     | 39     | +32 |

### Andamento in campionato
| Giornata  | 1 | 2 | 3  | 4 | 5 | 6 | 7 | 8 | 9 | 10 | 11 | 12 | 13 | 14 | 15 | 16 | 17 | 18 | 19 | 20 | 21 | 22 | 23 | 24 | 25 | 26 | 27 | 28 | 29 | 30 | 31 | 32 | 33 | 34 | 35 | 36 | 37 | 38 |
| --------- | - | - | -- | - | - | - | - | - | - | -- | -- | -- | -- | -- | -- | -- | -- | -- | -- | -- | -- | -- | -- | -- | -- | -- | -- | -- | -- | -- | -- | -- | -- | -- | -- | -- | -- | -- |
| Luogo     | T | C | T  | C | T | C | T | C | T | C  | T  | C  | T  | C  | T  | C  | T  | T  | C  | C  | T  | C  | T  | C  | T  | C  | T  | C  | T  | C  | T  | C  | T  | C  | T  | C  | C  | T  |
| Risultato | V | N | P  | V | V | V | V | V | V | N  | P  | P  | V  | V  | V  | V  | V  | P  | V  | N  | P  | P  | V  | N  | V  | V  | P  | N  | N  | N  | V  | P  | P  | V  | N  | P  | V  | V  |
| Posizione | 1 | 2 | 13 | 7 | 4 | 3 | 1 | 1 | 1 | 1  | 3  | 4  | 3  | 2  | 1  | 1  | 1  | 1  | 1  | 1  | 2  | 2  | 2  | 2  | 2  | 2  | 2  | 2  | 2  | 2  | 2  | 2  | 3  | 2  | 2  | 4  | 3  | 3  |

Legenda:

Luogo: C = Casa; T = Trasferta. Risultato: V = Vittoria; N = Pareggio; P = Sconfitta.

### Statistiche dei giocatori
| Giocatore     | 3. Liga  | 3. Liga | 3. Liga     | 3. Liga    | Relegation 2. Bundesliga | Relegation 2. Bundesliga | Relegation 2. Bundesliga | Relegation 2. Bundesliga | Coppa di Germania | Coppa di Germania | Coppa di Germania | Coppa di Germania | Totale   | Totale | Totale      | Totale     |
| Giocatore     | Presenze | Reti    | Ammonizioni | Espulsioni | Presenze                 | Reti                     | Ammonizioni              | Espulsioni               | Presenze          | Reti              | Ammonizioni       | Espulsioni        | Presenze | Reti   | Ammonizioni | Espulsioni |
| ------------- | -------- | ------- | ----------- | ---------- | ------------------------ | ------------------------ | ------------------------ | ------------------------ | ----------------- | ----------------- | ----------------- | ----------------- | -------- | ------ | ----------- | ---------- |
| E. Alushi     | 32       | 0       | 6           | 0          | 2                        | 0                        | 1                        | 0                        | 0                 | 0                 | 0                 | 0                 | 34       | 0      | 7           | 0          |
| T. Becker     | 0        | 0       | 0           | 0          | 0                        | 0                        | 0                        | 0                        | 0                 | 0                 | 0                 | 0                 | 0        | 0      | 0           | 0          |
| T. Bertram    | 1        | 0       | 0           | 0          | 0                        | 0                        | 0                        | 0                        | 0                 | 0                 | 0                 | 0                 | 1        | 0      | 0           | 0          |
| S. Brandy     | 24       | 1       | 4           | 0          | 2                        | 0                        | 0                        | 0                        | 1                 | 0                 | 0                 | 0                 | 27       | 1      | 4           | 0          |
| D. Brückner   | 17       | 0       | 1           | 0          | 2                        | 0                        | 0                        | 0                        | 0                 | 0                 | 0                 | 0                 | 19       | 0      | 1           | 0          |
| N. Burchert   | 1        | 0       | 0           | 0          | 0                        | 0                        | 0                        | 0                        | 0                 | 0                 | 0                 | 0                 | 1        | 0      | 0           | 0          |
| J. Damjanović | 19       | 7       | 3           | 0          | 2                        | 0                        | 1                        | 0                        | 1                 | 0                 | 1                 | 0                 | 22       | 7      | 5           | 0          |
| K. Fischer    | 25       | 2       | 1           | 0          | 0                        | 0                        | 0                        | 0                        | 0                 | 0                 | 0                 | 0                 | 25       | 2      | 1           | 0          |
| S. Gonther    | 22       | 1       | 3           | 0          | 2                        | 0                        | 0                        | 0                        | 0                 | 0                 | 0                 | 0                 | 24       | 1      | 3           | 0          |
| R. Guié-Mien  | 25       | 2       | 2           | 0          | 2                        | 0                        | 1                        | 0                        | 1                 | 0                 | 0                 | 0                 | 28       | 2      | 3           | 0          |
| S. Güvenışık  | 30       | 17      | 3           | 0          | 2                        | 0                        | 0                        | 0                        | 1                 | 1                 | 0                 | 0                 | 33       | 18     | 3           | 0          |
| S. Halfar     | 17       | 0       | 3           | 0          | 0                        | 0                        | 0                        | 0                        | 1                 | 0                 | 0                 | 0                 | 18       | 0      | 3           | 0          |
| M. Holst      | 34       | 2       | 4           | 0          | 2                        | 0                        | 1                        | 0                        | 1                 | 0                 | 1                 | 0                 | 37       | 2      | 6           | 0          |
| K. Jensen     | 35       | 0       | 2           | 1          | 2                        | 0                        | 0                        | 0                        | 1                 | 0                 | 0                 | 0                 | 38       | 0      | 2           | 1          |
| A. Jevric     | 0        | 0       | 0           | 0          | 0                        | 0                        | 0                        | 0                        | 0                 | 0                 | 0                 | 0                 | 0        | 0      | 0           | 0          |
| S. Krause     | 7        | 4       | 0           | 0          | 1                        | 0                        | 0                        | 0                        | 0                 | 0                 | 0                 | 0                 | 8        | 4      | 0           | 0          |
| D. Krecidlo   | 15       | 0       | 4           | 0          | 0                        | 0                        | 0                        | 0                        | 1                 | 0                 | 0                 | 0                 | 16       | 0      | 4           | 0          |
| M. Krösche    | 34       | 0       | 10          | 0          | 2                        | 0                        | 1                        | 0                        | 1                 | 0                 | 1                 | 0                 | 37       | 0      | 12          | 0          |
| D. Kumbela    | 30       | 8       | 3           | 0          | 0                        | 0                        | 0                        | 0                        | 1                 | 0                 | 0                 | 0                 | 31       | 8      | 3           | 0          |
| S. Lange      | 3        | 0       | 0           | 0          | 0                        | 0                        | 0                        | 0                        | 0                 | 0                 | 0                 | 0                 | 3        | 0      | 0           | 0          |
| B. Lindemann  | 35       | 4       | 7           | 0          | 0                        | 0                        | 0                        | 0                        | 1                 | 0                 | 0                 | 0                 | 36       | 4      | 7           | 0          |
| F. Löning     | 37       | 14      | 1           | 0          | 2                        | 2                        | 0                        | 0                        | 1                 | 0                 | 0                 | 0                 | 40       | 16     | 1           | 0          |
| F. Mohr       | 38       | 4       | 2           | 0          | 2                        | 0                        | 1                        | 0                        | 1                 | 0                 | 0                 | 0                 | 41       | 4      | 3           | 0          |
| P. Reinsch    | 0        | 0       | 0           | 0          | 0                        | 0                        | 0                        | 0                        | 0                 | 0                 | 0                 | 0                 | 0        | 0      | 0           | 0          |
| S. Schuppan   | 14       | 0       | 2           | 0          | 0                        | 0                        | 0                        | 0                        | 0                 | 0                 | 0                 | 0                 | 14       | 0      | 2           | 0          |
| C. Strohdiek  | 0        | 0       | 0           | 0          | 1                        | 0                        | 0                        | 0                        | 0                 | 0                 | 0                 | 0                 | 1        | 0      | 0           | 0          |
| T. Wachsmuth  | 18       | 1       | 4           | 1          | 2                        | 0                        | 1                        | 0                        | 0                 | 0                 | 0                 | 0                 | 20       | 1      | 5           | 1          |
| J. Wemmer     | 17       | 1       | 0           | 0          | 0                        | 0                        | 0                        | 0                        | 1                 | 0                 | 0                 | 0                 | 18       | 1      | 0           | 0          |